# Xã Webster, Michigan
Xã Webster (tiếng Anh: Webster Township) là một xã thuộc quận Washtenaw, tiểu bang Michigan, Hoa Kỳ. Năm 2010, dân số của xã này là 6.784 người.